# Station Přelouč
Station Přelouč is een spoorwegstation in de Tsjechische stad Přelouč. Het station wordt aangedaan door een tweetal spoorlijnen. Lijn 010, die van Kolín naar Česká Třebová loopt, doet het station aan. Daarnaast is het het beginpunt van lijn 015, die via Heřmanův Městec naar Prachovice loopt.
Binnen de gemeente ligt nog een spoorwegstation, namelijk station Lhota pod Přeloučí.
Kolín · Kolín dílny · Starý Kolín · Záboří nad Labem · Týnec nad Labem · Kojice · Chvaletice · Řečany nad Labem · Lhota pod Přeloučí · Přelouč · Valy u Přelouče · Pardubice-Opočínek · Pardubice-Svítkov · Pardubice hlavní nádraží · Pardubice-Pardubičky · Pardubice-Černá za Bory · Kostěnice · Moravany · Uhersko · Sedlíšťka · Zámrsk · Dobříkov u Chocně · Sruby · Choceň · Brandýs nad Orlicí · Bezpráví · Ústí nad Orlicí · Ústí nad Orlicí město · Dlouhá Třebová · Česká Třebová